# Amstel Gold Race 2006
De 41ste editie van de Amstel Gold Race werd gehouden op 16 april 2006. De renners moesten een afstand van 253 km, met onderweg 31 hellingen, overbruggen in prima weersomstandigheden.

## Verloop

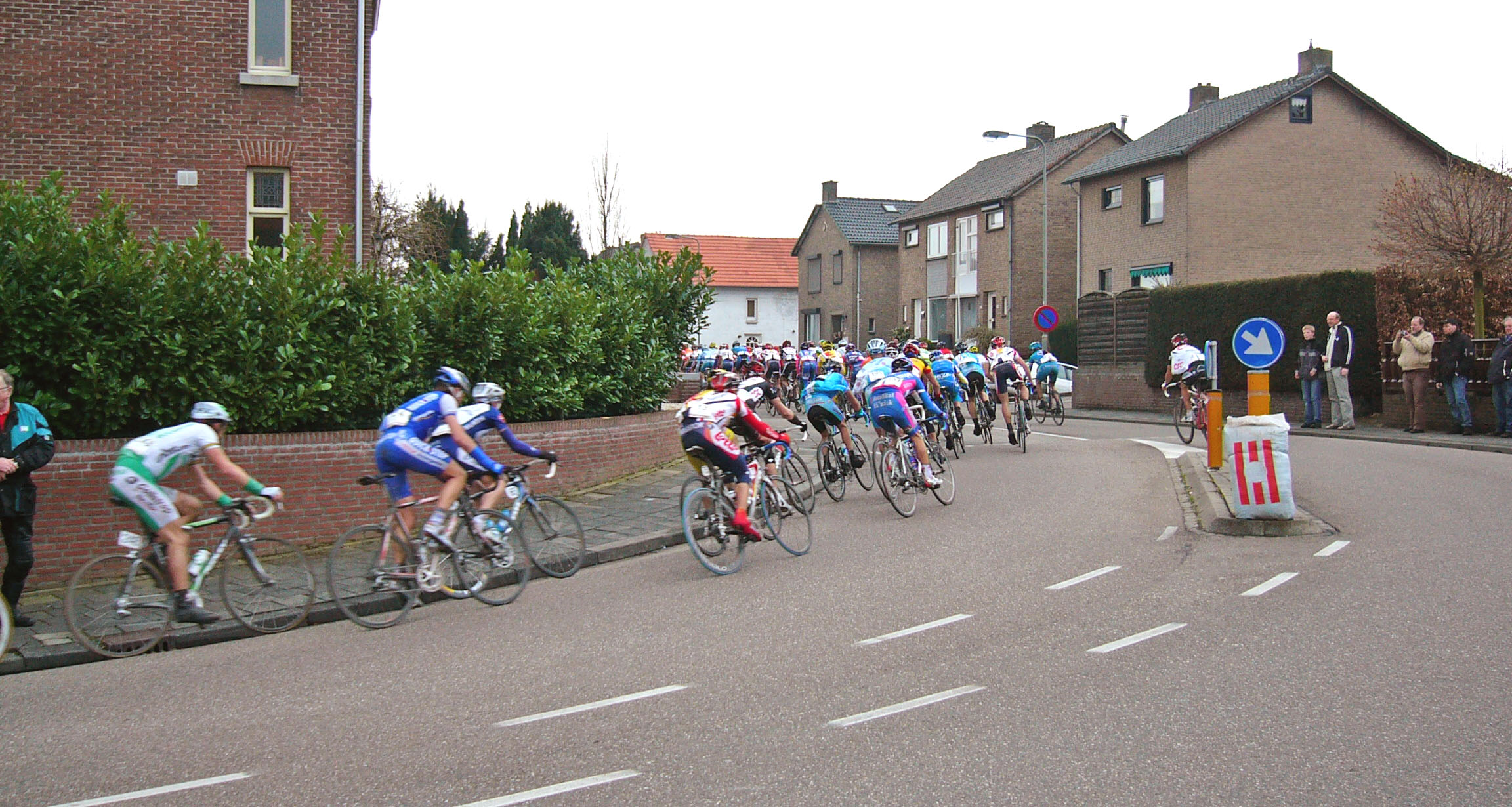
Peloton bij Berg.

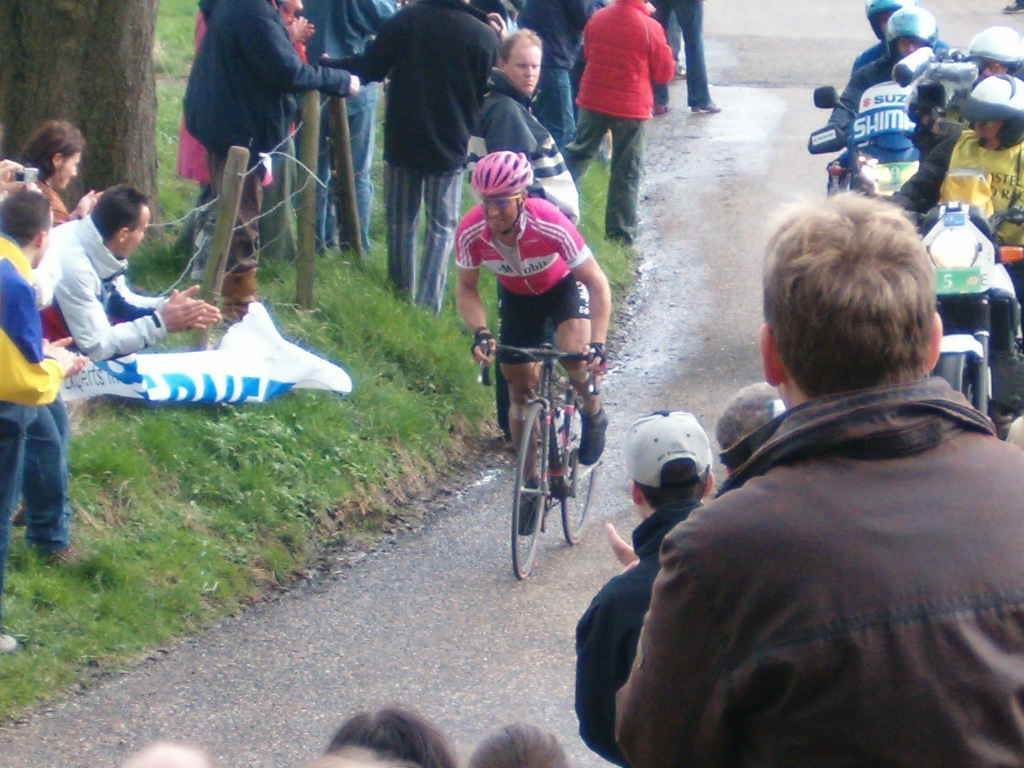
Wesemann op de Eyserbosweg.

De vroege vluchters van dienst waren Erwin Thijs, Christophe Moreau, Bram Schmitz en Michael Albasini. Zij werden na 200 km ingelopen. Tot dan toe had Rabobank de wedstrijd gecontroleerd, maar in de finale verloren ze de overhand. Op de Wolfsberg ontsnapten er tien renners, waaronder topfavoriet Bettini maar geen enkele Rabo. Zij stelden alles in het werk om deze eerste serieuze aanval ongedaan te maken.
Vervolgens trokken Leonardo Bertagnolli, Igor Astarloa en Steffen Wesemann in de aanval. Opnieuw moest Rabobank de kloof dichten, maar toen Wesemann nogmaals demarreerde, had Boogerd geen steun meer van zijn ploegmaats. Wesemann werd uiteindelijk bijgebeend door een ontketende Bettini, die in zijn zog nog enkele toppers terugbracht. Zo ontstond een definitieve kopgroep van 10 met Kroon, Sinkewitz, Rebellin, Perdiguero, Boogerd, Bettini, Ivanov, Schumacher en Schleck. Die laatste kon op 10 km van de finish een beslissende kloof slaan.
Achter Schleck kwam de achtervolging nooit echt op de rails; de beste krachten waren opgebruikt. Wesemann ging nog een laatste keer in het offensief, en werd zo tweede, na de Luxemburger Schleck die solo aankwam op de Cauberg. Boogerd won de spurt om de derde plaats, voor Karsten Kroon.

## Hellingen
De 31 hellingen gerangschikt op voorkomen op het parcours.

| 1. Maasberg 2. Adsteeg 3. Lange Raarberg 4. Bergseweg 5. Sibbergrubbe 6. Cauberg 7. Wolfsberg 8. Loorberg 9. Schweiberg 10. Camerig 11. Drielandenpunt 12. Gemmenicherweg 13. Vijlenerbos 14. Eperheide 15. Gulperberg 16. Plettenberg | 17. Eyserweg 18. Huls 19. Vrakelberg 20. Sibbergrubbe (2e maal) 21. Cauberg (2e maal) 22. Geulhemmerberg 23. Bemelerberg 24. Wolfsberg (2e maal) 25. Loorberg (2e maal) 26. Gulperberg 27. Kruisberg 28. Eyserbosweg 29. Fromberg 30. Keutenberg 31. Cauberg (3e maal) |

## Uitslag
| Amstel Gold Race 2006 |                     |                        |          |
| Plaats                | Naam                | Ploeg                  | Tijd     |
| Winnaar               | Fränk Schleck       | Team CSC               | 6u25'39" |
| 2                     | Steffen Wesemann    | T-Mobile Team          | + 22"    |
| 3                     | Michael Boogerd     | Rabobank               | + 46"    |
| 4                     | Karsten Kroon       | Team CSC               | + 48"    |
| 5                     | Patrik Sinkewitz    | T-Mobile Team          | z.t.     |
| 6                     | Davide Rebellin     | Gerolsteiner           | z.t.     |
| 7                     | Miguel Ángel Martín | Phonak Hearing Systems | z.t.     |
| 8                     | Paolo Bettini       | Quickstep-Innergetic   | + 53"    |
| 9                     | Stefan Schumacher   | Gerolsteiner           | + 57"    |
| 10                    | Sergej Ivanov       | T-Mobile Team          | + 1' 07" |
|                       |                     |                        |          |
| 26                    | Mario Aerts         | Davitamon-Lotto        | + 1' 49" |